# Ráy nằm
Ráy nằm (danh pháp khoa học: Alocasia decumbens) là một loài thực vật có hoa trong họ Ráy (Araceae). Loài này được Buchet mô tả khoa học đầu tiên năm 1939.